# Antrophyum bivittatum
Antrophyum bivittatum är en kantbräkenväxtart som beskrevs av Carl Frederik Albert Christensen. Antrophyum bivittatum ingår i släktet Antrophyum och familjen Pteridaceae. Inga underarter finns listade.